# National Memorial Institute for the Prevention of Terrorism
National Memorial Institute for the Prevention of Terrorism (MIPT) er en amerikansk ikke-kommerciel organisation oprettet i forbindelse med bombeangrebet i Oklahoma City. MIPT bliver finansieret ved bevillinger fra det amerikanske sikkerhedsdepartementet (United States Department of Homeland Security) og andre regeringskilder. MIPT udfører forskning i baggrundene for terrorisme og vedligeholder MIPT Terrorism Knowledge Base — en online database over terroristangreb, terroristgrupper og andet relateret materiale. MIPT samarbejder med tænketanken RAND ved udarbejdelsen af noget af forskningen.